# Blachówka (Kościelisko)
Blachówka – część wsi Kościelisko w Polsce w województwie małopolskim, w powiecie tatrzańskim, siedziba gminy Kościelisko.
W latach 1975–1998 Blachówka należała administracyjnie do województwa nowosądeckiego.
Blachówka położona 4 km od centrum Zakopanego, rozpościera się z niej rozległa panorama Tatr.

## Drogi i szlaki
Przez polanę biegnie szosa z Zakopanego do Witowa i dalej (Chochołów, Czarny Dunajec), przejście graniczne w Suchej Górze Orawskiej. Niewątpliwie ważna jest też Droga Papieska, która przebiega przez Kościelisko i dobiega do Ludźmierza.
Z Blachówki można wybrać się na wycieczkę rowerową. W zimie skorzystać można z wyciągów narciarskich.

## Obiekty zagospodarowania turystycznego
Kościelisko wyposażone jest w bogatą bazę turystyczną. Według danych podawanych przez GUS w roku 2006 było 1500 pensjonatów, które udzieliły noclegów 5359 osobom (w tym turyści krajowi i zagraniczni). Ponadto istnieje możliwość skorzystania z noclegu oferowanego przez 2 schroniska, gdzie 170 osób może znaleźć miejsce noclegowe, 2 obiektów wczasowych, gdzie jest 80 miejsc noclegowych, 3 ośrodki szkoleniowo wypoczynkowe (615 miejsc), 2 domy pracy twórczej (31 miejsc) oraz pozostałe obiekty niesklasyfikowane.